# 拉科夫卡河
拉科夫卡河（俄语：Река Раковка），又称富尔丹河、沙河子，是滨海边疆区的河流，源起大顶山，长76公里，流域面积812平方公里。上游是山区，在同名村出山，最终在乌苏里斯克市注入科马罗夫卡河。落差465米，宽约6至20米，最宽时达60米。上有水库。

## 引用
1. ↑  .   [2023-10-06]. （原始内容存档于2023-10-02）.
2. ↑  А·П·穆拉诺夫. . 列宁格勒: 气象出版社. 1966 （俄语）.
3. ↑  . 列宁格勒: 气象出版社 （俄语）.
4. ↑  Т·А·基谢尔科瓦娅. . 列宁格勒: 气象出版社. 1977 （俄语）.
5. ↑  . 国家水登记处.   [2024-01-03]. （原始内容存档于2024-01-03） （俄语）.